# Glicourt
Glicourt är en kommun i departementet Seine-Maritime i regionen Normandie i norra Frankrike. Kommunen ligger i kantonen Envermeu som tillhör arrondissementet Dieppe. År 2018 hade Glicourt 269 invånare.

## Befolkningsutveckling
Antalet invånare i kommunen Glicourt
| Referens: INSEE |